# 越路橋
越路橋（こしじばし、こしじはし）は、新潟県長岡市の信濃川に架かる新潟県道23号柏崎高浜堀之内線の橋長596 m（メートル）の桁橋。

## 概要
長岡市越路地域と同市川東地域南部とを結ぶ橋梁。左岸側、右岸側とも長岡市浦に所在するが、左岸側の一部は同市釜ケ島に架かっている。
1998年（平成10年）に竣工した現橋梁は2代目で、橋長596 m、有効幅員13.5 mを有する7径間連続鋼桁橋である。車道は2車線で、車道両端に自転車歩行者道を備える。なお、一般的には「こしじばし」と呼ばれるが、欄干の銘板には「こしじはし」と記されている。

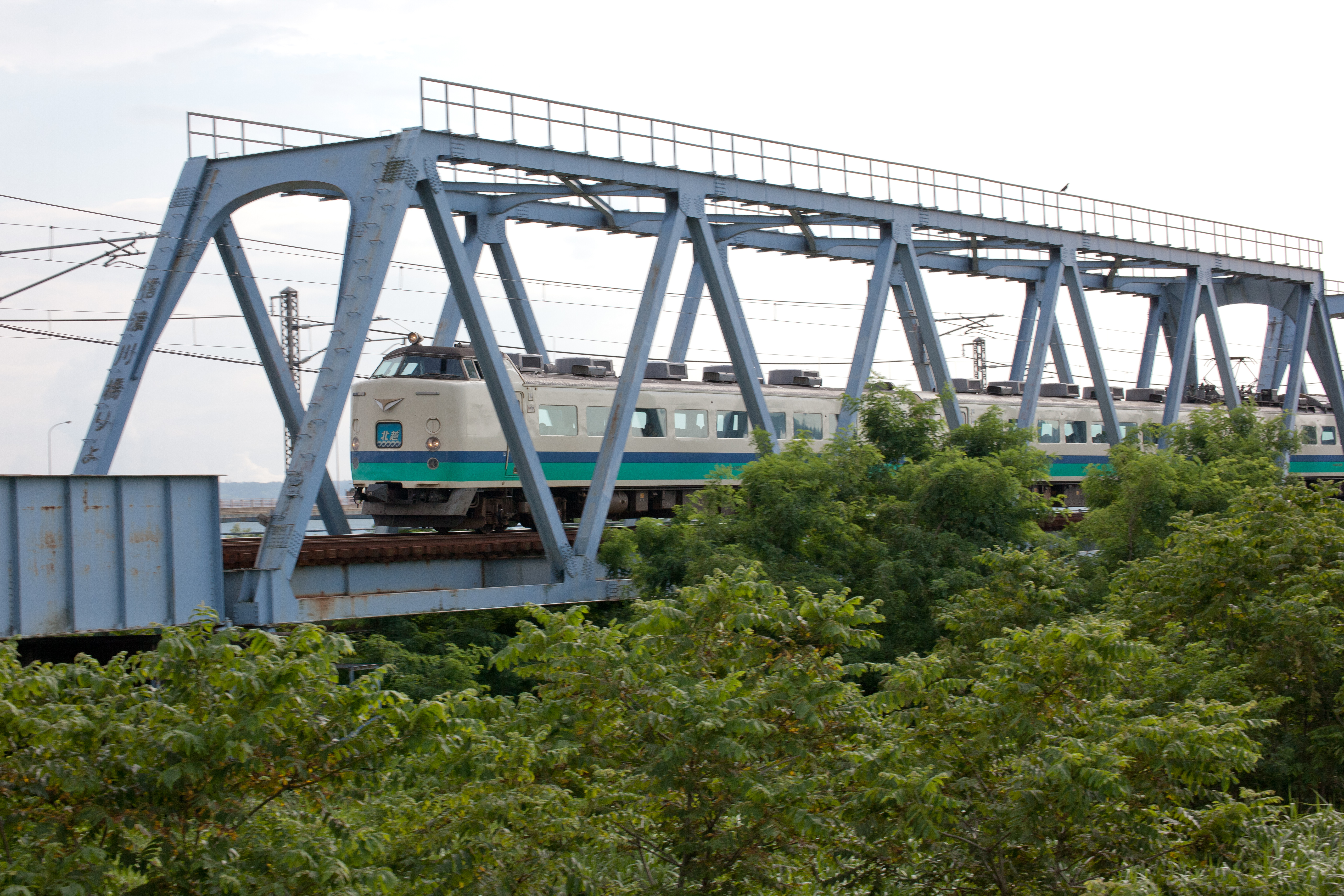
越路橋の下流側に架橋されている信越本線の信濃川橋梁

当橋梁の下流側に隣接して並行するように、信越本線の信濃川橋梁が架橋されている。また道路橋梁としては、上流側には国道17号（小千谷バイパス）の越の大橋が、下流側には国道404号（長岡東西道路）のフェニックス大橋が、それぞれ架橋されている。

### 現橋
- 形式 - 鋼7径間連続箱桁橋
- 橋格 - B活荷重
- 橋長 - 596.000 m
  - 支間割 - 69.450 m + 70.200 m + 95.000 m + 100.000 m + 95.000 m + 95.000 m + 69.850 m
- 幅員
  - 総幅員 - 14.300 m
  - 有効幅員 - 13.000 m
  - 車道 - 8.500 m
  - 歩道 - 両側2.500 m
- 床版 - 鉄筋コンクリート
- 総鋼重 - 3 542 t
- 施工 - 川崎重工業・日本鋼管[注釈 1]JV、三菱重工業・駒井鉄工[注釈 2]JV、横河ブリッジ・川田工業JV
- 架設工法 - トラッククレーン・ベント工法

### 旧橋
- 形式 - 鋼6径間単純下路平行弦プラットトラス橋+単純桁橋13連
- 橋格 - 2等橋 (TL-14)
- 橋長 - 601.302 m
  - 支間割 - 75.300 m + 4×62.738 m + 50.200 m + 20.500 m + 7×18.400 m + 5×13.600 m
- 幅員
  - 有効幅員 - 6.000 m
  - 車道 - 6.000 m
  - 歩道 - なし
- 床版 - 鉄筋コンクリート
- 総鋼重 - 542.87 t
- 下部工 - 扶壁式橋台
- 基礎工 - ニューマチックケーソン（橋脚）
- 施工 - 横河橋梁製作所[注釈 3]（上部工）、大豊建設（下部工）

## 歴史

### 初代

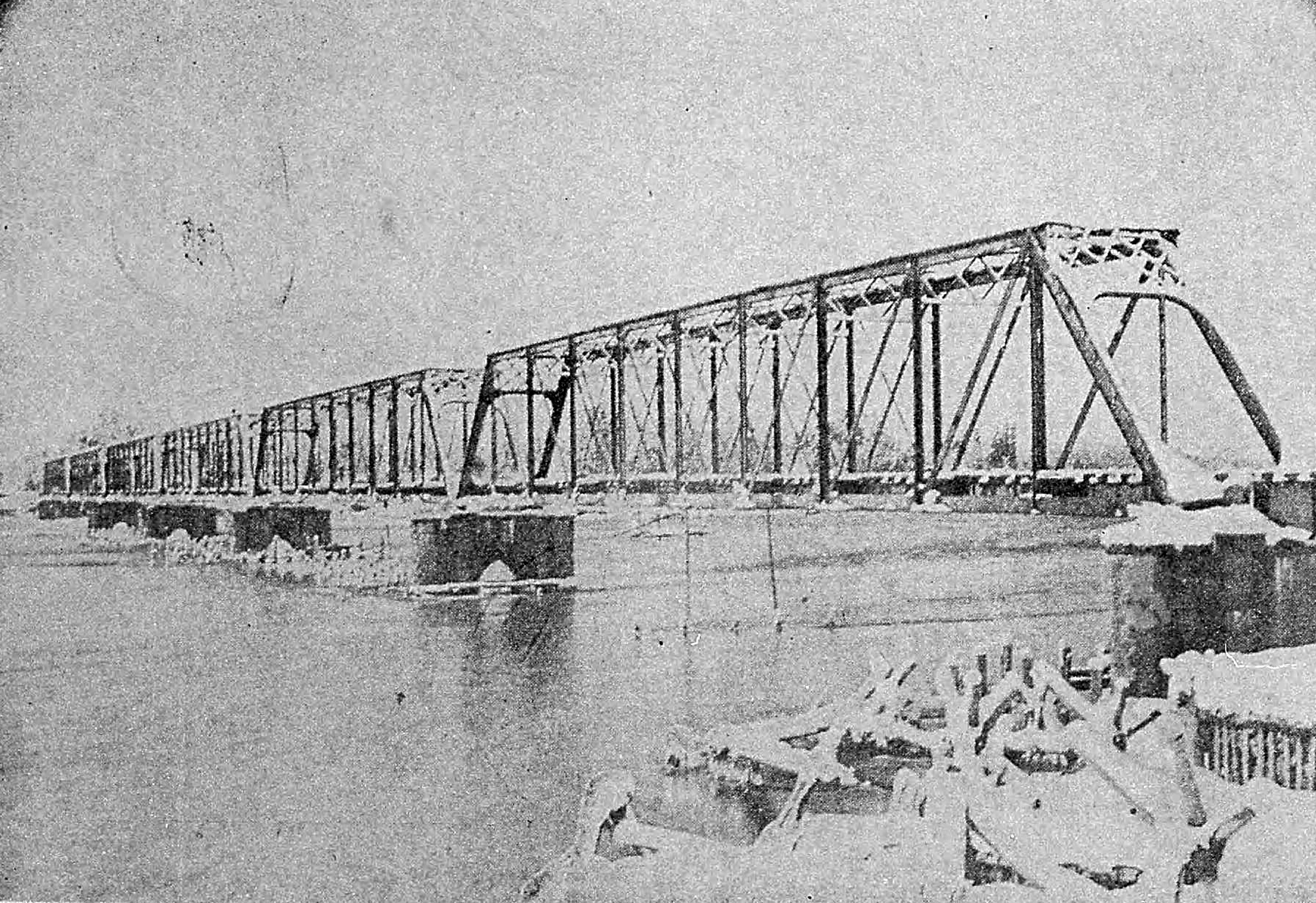
北越鉄道線の信濃川橋梁（通称浦鉄橋）。『越佐名勝写真帖』（明治34年刊）より。

北越鉄道（現信越本線）の鉄道用橋梁、信濃川橋梁（通称浦鉄橋（うらてっきょう、橋長669 m））を転用したものである。この橋梁は1896年（明治29年）に開通したものであり、そのトラス桁はハンディサイド製の200フィート単線プラットトラス6連であった。この橋梁が老朽化していたため、新たに下流側に新橋梁が建設されることになった。当時信濃川には長岡市の長生橋から小千谷市の旭橋に至る約20 kmの間には橋梁が存在せず越路から対岸へ行く車輛は長生橋または旭橋への迂回を強いられていた。このため旧信濃川橋梁を払い下げて道路橋とすることを目的に長岡市・宮内町・十日町村・六日市村・太田村・種苧原村・来迎寺村・片貝町・石津村・深才村・岩塚村・塚山村・千田村の1市2町10村からなる期成同盟会を1949年（昭和24年）秋に設立し国鉄と県に対して架橋運動を行った。このため旧信濃川橋梁は1952年（昭和27年）に日本国有鉄道から新潟県に払い下げられ、道路橋として整備されることになった。新潟県により有料道路十日町来迎寺道路として1953年度（昭和28年度）に着手され、1955年度（昭和30年度）までに取り付け道路・左岸橋台・橋脚12基を竣工したが、改築工事は1956年（昭和31年）7月に日本道路公団に継承された。同公団東京支社が事業主体となり、工期6年、総工費3億4500万円（当時）を要した。
旧信濃川橋梁は6連からなるが、鉄道橋を道路橋に転用するには幅が不足するため、中央寄りの4連の幅を4.5 mから6 mに拡幅した。端部各1連は支間が変化するため新造のトラス桁を架け、鉄道の桁は旧越路町の渋海川に架かる岩田橋と不動沢橋に転用した。こうした作業には大掛かりな工事が必要で、事業費の増大による負担の増加が大きなネックになると予想されたことから、1952年（昭和27年）に改正された道路関係法に則って、県は道路公団に事業を移譲した上で建設費に政府からの借入金を充当し、通行者から通行料を徴収して償還に充てる有料道路として整備することとした。
こうして1959年（昭和34年）11月21日、越路橋有料道路（長岡市片田町 - 三島郡越路町大字来迎寺、4.74 km。越路橋の橋梁部680 m）が開通。新潟県内で道路公団が管理する道路としては初めてだった。起点は当時の国道17号（現新潟県道370号滝谷三和線）の片田町交差点。越路橋の橋梁部のみアスファルトによる舗装が施されている以外は砂利敷きとなっていた。通行料は5時から21時の間に通行する人車に対して課され、普通乗用車が全区間230円（一部区間50円）、原動機付自転車40円（10円）、自転車20円（10円）、12歳以上の歩行者10円（橋梁部のみ）などとなっており、越路橋東詰の料金所で徴収が行われていた。ただし歩行者に限っては両市町が通行料を負担しており、無料で通行する事ができた。通行料が当時の物価としては高額だった事から、農家は農作業や行商の際には5時前に橋を渡るようにしたり、21時の徴収終了前には自動車や自転車が列を作って待っていたりするなど、無料通行しようとする人が数多くいたという。通行する量は年々増えていったものの、冬場には降雪による通行止もあるなど、有料道路としての運営は余り芳しくなく、道路公団の有料道路中最も収入が少なかったこともあった。
その後、地元の強い要望もあって、1967年（昭和42年）2月1日に越路橋有料道路は日本道路公団から新潟県に8000万円で払い下げられ、無料開放された。建設費を償却する前に無料開放されたのは越路橋が初めてであった。この無料化をきっかけに、越路橋は長岡市南部と越路町を結ぶ大動脈のひとつとして機能するようになる。
2019年に岩田橋と不動沢橋と共に「旧浦村鉄橋」の一部として、土木学会選奨土木遺産に選ばれる。

### 2代目（現橋）
しかし、越路橋は架橋から鉄道時代も含めて一世紀近くになるため老朽化が著しく、その後のモータリゼーションの進行により日交通量が16000台まで増大、さらには車道幅が6 mと狭小で歩道を備えていないことから歩行者・自転車の通行に著しい障害が出る上、慢性的な渋滞が発生していた事から、1988年（平成元年）12月27日に越路橋架換促進期成同盟会が発足し架替への機運が高まっていた。
橋梁南側（上流側）70 mへの架替が1991年度（平成3年度）に新潟県により事業化され、1993年（平成5年）11月10日に起工式が行われた。1998年（平成10年）2月16日に主桁が閉合され、11月26日、現橋が開通。バイパスも同日全線開通した。

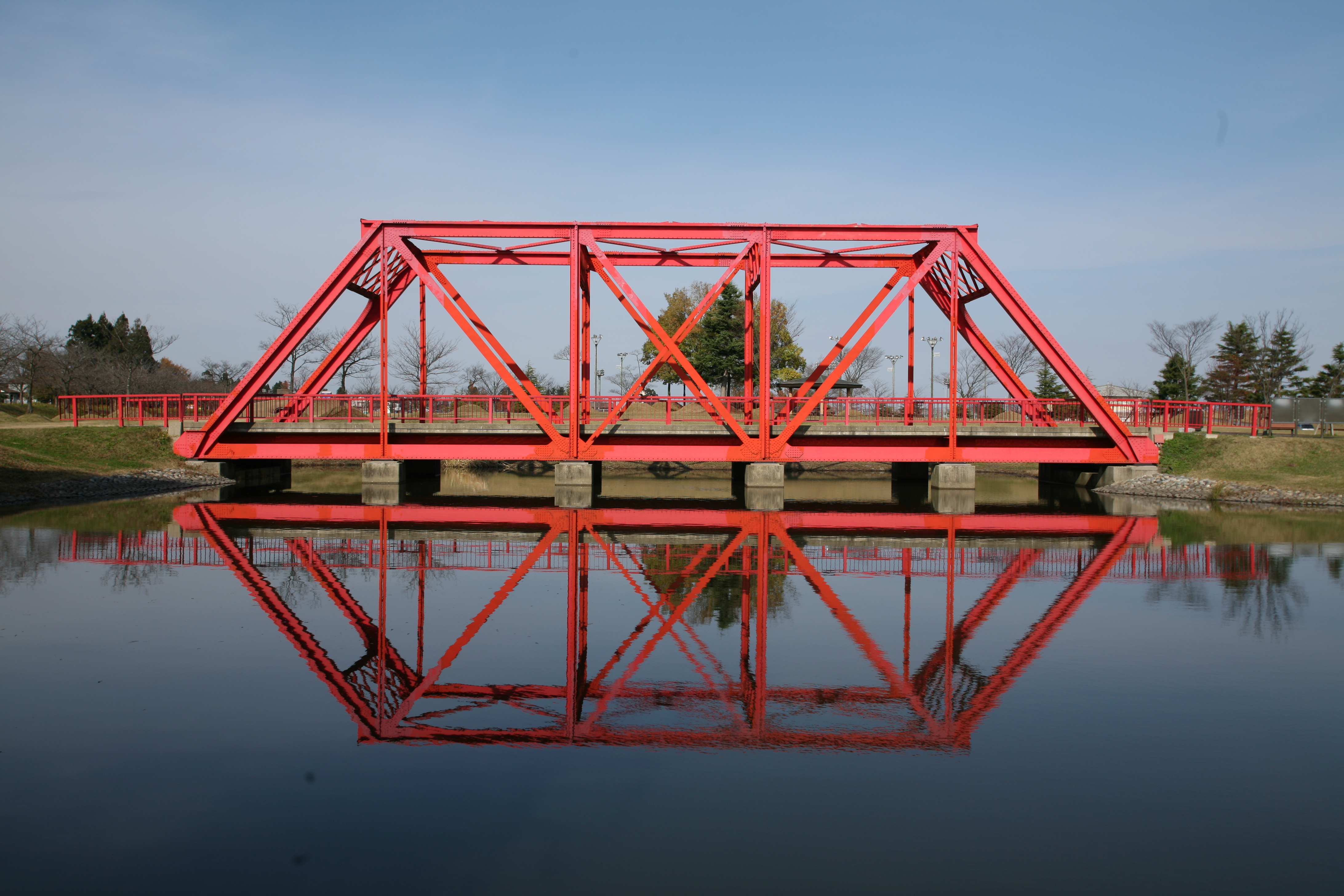
越路河川公園に保存されている初代旧越路橋。

翌年、旧橋は撤去されたが、2002年（平成14年）9月に「地域の発展に貢献した遺産として後世に語り継ぎたい」と、旧橋のトラスの一部（全長31.4 m、全幅6 m、全高7.8 m）が越路町河川公園（現・長岡市越路河川公園）内に移設され、「越路橋メモリアルパーク」として公開されている。もともと8パネルのトラスを3パネルに短縮したため、中央パネルの斜材（帯板）の幅が等しくなるべきところが異なっている。

## その他
柏崎高浜堀之内線は長岡市南部で新潟県道498号長岡中之島見附線（旧国道17号）、JR上越線と相次いで交差し、さらに国道17号・長岡東バイパスの片田IC、新潟県道370号滝谷三和線と交差してゆくが、上越線の踏切には「有料道路踏切」という名称が付与されており、これがかつて同道が有料であったことを物語っている。